# Kees van Buuren
Pour les articles homonymes, voir Buuren (homonymie).
Kees van Buuren est un footballeur néerlandais né le 27 juillet 1986 à Lopik.

## Biographie

### Statistiques par saison
| Saison    | Club             | Pays     | matchs | buts | Compétition   |
| --------- | ---------------- | -------- | ------ | ---- | ------------- |
| 2005-2006 | FC Utrecht       | Pays-Bas | 4      | 0    | Eredivisie    |
| 2006-2007 | FC Utrecht       | Pays-Bas | 9      | 0    | Eredivisie    |
| 2007-2008 | FC Utrecht       | Pays-Bas | 4      | 0    | Eredivisie    |
| 2008-2009 | FC Utrecht       | Pays-Bas | 2      | 0    | Eredivisie    |
| 2009-2010 | FC Den Bosch     | Pays-Bas | 35     | 0    | Erste Divisie |
| 2010-2011 | FC Den Bosch     | Pays-Bas | 30     | 0    | Erste Divisie |
| 2011-2012 | FC Den Bosch     | Pays-Bas | 29     | 1    | Erste Divisie |
| 2012-2013 | Willem II        | Pays-Bas | 25     | 0    | Eredivisie    |
| 2013-2014 | Willem II        | Pays-Bas | 7      | 0    | Erste Divisie |
| 2014-2015 | Sparta Rotterdam | Pays-Bas | 30     | 0    | Erste Divisie |
| 2015-2016 | Sparta Rotterdam | Pays-Bas | 3      | 0    | Erste Divisie |
| 2015-2016 | Almere City FC   | Pays-Bas | 15     | 0    | Erste Divisie |
| 2016-2017 | Almere City FC   | Pays-Bas | 4      | 0    | Erste Divisie |

## Palmarès
Willem II
- Eerste Divisie (1) : 2013–2014